# Granulopsammodius plicatuloides
Granulopsammodius plicatuloides är en skalbaggsart som beskrevs av Riccardo Pittino 1984. Granulopsammodius plicatuloides ingår i släktet Granulopsammodius och familjen Aphodiidae. Inga underarter finns listade i Catalogue of Life.